# Y - fædre og sønner
Y - fædre og sønner er en dansk dokumentarfilm fra 2001 instrueret af Annette K. Olesen efter eget manuskript.

## Handling
En film om mænd set med en kvindes øjne i et forsøg på at forstå det måske uforståelige. Udgangspunktet er almene hændelser i almindelige mænds liv